# Merlin Surget
Merlin Surget (Sallanches, 3 dicembre 1999) è uno snowboarder francese.

## Biografia
In Coppa del Mondo ha esordito il 12 dicembre 2015 a Montafon (66ª).
Nel 2018 ha preso parte ai XXIII Giochi olimpici invernali a Pyeongchang venendo eliminato ai quarti di finale in seguito ad una caduta e concludendo in diciassettesima posizione nella gara di snowboard cross.

## Palmarès

### Mondiali
- 1 medaglia:
  - 1 bronzo (snowboard cross a squadre a Bakuriani 2023)

### Coppa del Mondo
- Miglior piazzamento nella Coppa del Mondo di snowboard cross: 3º nel 2021
- 9 podi:
  - 2 vittorie
  - 3 secondi posti
  - 4 terzi posti

#### Coppa del Mondo - vittorie
| Data            | Luogo             | Paese  | Disciplina |
| --------------- | ----------------- | ------ | ---------- |
| 4 febbraio 2023 | Cortina d'Ampezzo | Italia | SBX        |
| 3 marzo 2024    | Sierra Nevada     | Spagna | SBX        |

Legenda:

SBX = Snowboard cross